# إكيتوس
إكيتوس (بالإنجليزية: Iquitos)‏ هي مدينة تتبع Maynas province ‏ . وهي عاصمة إقليم لوريتو، وMaynas province ‏، وIquitos District ‏ . بلغ عدد سكانها 370962 نسمة تبلغ مساحتها 468.5 ميل مربع . ورمزها البريدي هو 65.

## المناخ
يظهر الجدول التالي التغييرات المناخية على مدار السنة لإكيتوس:
| البيانات المناخية لـإكيتوس                                                                                                   | البيانات المناخية لـإكيتوس | البيانات المناخية لـإكيتوس | البيانات المناخية لـإكيتوس | البيانات المناخية لـإكيتوس | البيانات المناخية لـإكيتوس | البيانات المناخية لـإكيتوس | البيانات المناخية لـإكيتوس | البيانات المناخية لـإكيتوس | البيانات المناخية لـإكيتوس | البيانات المناخية لـإكيتوس | البيانات المناخية لـإكيتوس | البيانات المناخية لـإكيتوس | البيانات المناخية لـإكيتوس |
| الشهر | يناير                      | فبراير                     | مارس                       | أبريل                      | مايو                       | يونيو                      | يوليو                      | أغسطس                      | سبتمبر                     | أكتوبر                     | نوفمبر                     | ديسمبر                     | المعدل السنوي              |
| --- | -------------------------- | -------------------------- | -------------------------- | -------------------------- | -------------------------- | -------------------------- | -------------------------- | -------------------------- | -------------------------- | -------------------------- | -------------------------- | -------------------------- | -------------------------- |
| الدرجة القصوى °م (°ف) | 42.2 (108.0)               | 37.0 (98.6)                | 42.2 (108.0)               | 36.2 (97.2)                | 39.0 (102.2)               | 35.2 (95.4)                | 37.8 (100.0)               | 41.1 (106.0)               | 38.4 (101.1)               | 37.8 (100.0)               | 37.4 (99.3)                | 36.5 (97.7)                | 42.2 (108.0)               |
| متوسط درجة الحرارة الكبرى °م (°ف)                                                                                            | 31.6 (88.9)                | 31.7 (89.1)                | 31.9 (89.4)                | 31.0 (87.8)                | 30.6 (87.1)                | 30.4 (86.7)                | 30.9 (87.6)                | 31.6 (88.9)                | 32.1 (89.8)                | 31.9 (89.4)                | 31.9 (89.4)                | 31.7 (89.1)                | 31.4 (88.5)                |
| المتوسط اليومي °م (°ف) | 25.9 (78.6)                | 25.7 (78.3)                | 25.7 (78.3)                | 25.4 (77.7)                | 25.8 (78.4)                | 25.1 (77.2)                | 24.9 (76.8)                | 25.4 (77.7)                | 26.2 (79.2)                | 26.5 (79.7)                | 26.6 (79.9)                | 26.5 (79.7)                | 25.8 (78.4)                |
| متوسط درجة الحرارة الصغرى °م (°ف)                                                                                            | 22.1 (71.8)                | 22.0 (71.6)                | 22.1 (71.8)                | 22.1 (71.8)                | 21.9 (71.4)                | 21.3 (70.3)                | 20.8 (69.4)                | 21.1 (70.0)                | 21.4 (70.5)                | 21.8 (71.2)                | 22.1 (71.8)                | 23.2 (73.8)                | 21.8 (71.2)                |
| أدنى درجة حرارة °م (°ف) | 17.0 (62.6)                | 18.0 (64.4)                | 18.0 (64.4)                | 17.8 (64.0)                | 17.5 (63.5)                | 16.0 (60.8)                | 14.7 (58.5)                | 15.5 (59.9)                | 16.8 (62.2)                | 17.0 (62.6)                | 17.2 (63.0)                | 18.3 (64.9)                | 14.7 (58.5)                |
| معدل هطول الأمطار مم (إنش)                                                                                                   | 279.0 (10.98)              | 226.7 (8.93)               | 279.0 (10.98)              | 309.8 (12.20)              | 273.7 (10.78)              | 190.1 (7.48)               | 181.9 (7.16)               | 164.6 (6.48)               | 189.0 (7.44)               | 241.9 (9.52)               | 260.2 (10.24)              | 282.4 (11.12)              | 2٬878٫3 (113.32)           |
| متوسط الأيام الممطرة (≥ 1.0 mm)                                                                                              | 14                         | 13                         | 12                         | 13                         | 13                         | 13                         | 12                         | 11                         | 10                         | 12                         | 12                         | 13                         | 148                        |
| متوسط الرطوبة النسبية (%) | 80                         | 81                         | 80                         | 83                         | 83                         | 81                         | 81                         | 80                         | 77                         | 78                         | 79                         | 80                         | 80                         |
| ساعات سطوع الشمس الشهرية | 167.4                      | 149.7                      | 151.9                      | 159.0                      | 173.6                      | 189.0                      | 213.9                      | 226.3                      | 213.0                      | 198.4                      | 180.0                      | 158.1                      | 2٬180٫3                    |
| ساعات سطوع الشمس اليومية | 5.4                        | 5.3                        | 4.9                        | 5.3                        | 5.6                        | 6.3                        | 6.9                        | 7.3                        | 7.1                        | 6.4                        | 6.0                        | 5.1                        | 6.0                        |
| المصدر #1: NOAA, Meteo Climat (record highs and lows)                                                                        |                            |                            |                            |                            |                            |                            |                            |                            |                            |                            |                            |                            |                            |
| المصدر #2: الأرصاد الجوية الألمانية (mean temperatures 1949–1956, precipitation days 1970–1990, humidity 1951–1969, and sun) |                            |                            |                            |                            |                            |                            |                            |                            |                            |                            |                            |                            |                            |

## مدن توأم
المدن التوأم:
- Caballococha [الإنجليزية]‏
- ليتيسيا
- ماناوس
- ميلانو
- مويوبامبا
- نويفا لوخا، لاغو أغريو
- Nuevo Rocafuerte [الإنجليزية]‏
- Puerto Francisco de Orellana [الإنجليزية]‏
- تارابوتو.

## أعلام
- سيزار كالفو
- ماريو بينيا
- نيكولاس سيليس
- نيكول فافيرون
- أوفيليا مونتيسكو